# Venta Belgarum

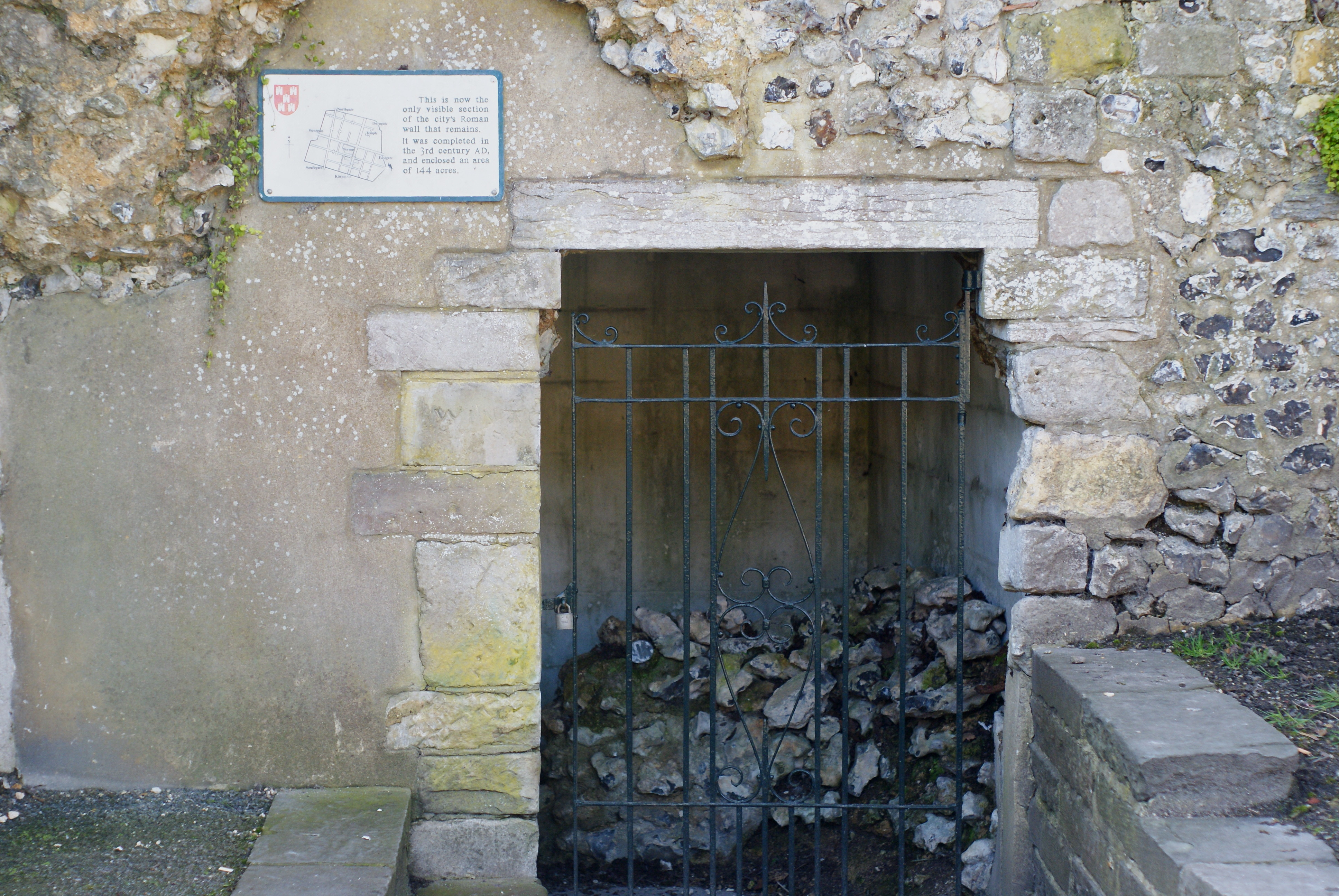
Blootgelegd gedeelte van de Romeinse fundamenten die onder de middeleeuwse stadsmuren liggen

Venta Belgarum was een stad in de Romeinse provincie Britannia Superior. Het was de civitas (hoofdstad) van de lokale stam, de Belgae. De naam Venta is Brythonisch en betekent 'stad' of 'ontmoetingsplaats'.
Vandaag is de plaats bekend als Winchester, een stad in het Engels graafschap Hampshire.